# 다크샤
다크샤(산스크리트어: दक्ष IAST: Dakṣa,)는 베다 신화에서 이티하사-푸라나 신화로 넘어가면서 역할에 상당한 변화를 겪은 힌두교의 신이다. 리그베다에서 다크샤는 아디트야이며 사제 기술과 관련이 있다.
서사시와 푸라나 경전에서 그는 창조신 브라흐마의 아들이자 창조의 대리인인 프라자파티 중 한 명이며, 또한 신성한 왕-리시이다. 그는 다양한 생명체의 조상이 된 많은 자녀들의 아버지이다. 한 전설에 따르면, 다크샤는 분개하여 야즈나 (불 희생제)를 열고, 그의 막내딸 사티와 그녀의 남편 시바를 고의로 초대하지 않았다. 링가 푸라나에 따르면, 이 행사에서 시바를 모욕하여 사티가 분노하여 스스로 몸을 불태우게 한 죄로, 그는 시바의 시종인 비라바드라에게 참수당했다. 그는 나중에 염소 머리로 부활했다. 많은 푸라나는 다크샤가 다른 만반타라 (마누의 시대)에 프라체타스에게서 환생했다고 명시한다.
그의 도상학은 그를 건장한 몸과 잘생긴 얼굴 또는 염소 머리를 가진 남자로 묘사한다.

## 어원 및 문헌 역사
"다크샤"(दक्ष)라는 단어의 의미는 "유능한", "전문적인", "솜씨 있는" 또는 "정직한"이다. 바가바타 푸라나에 따르면, 다크샤는 자녀를 낳는 데 능숙했기 때문에 이 이름을 얻었다. 이 단어는 또한 "적합한", "활기찬" 그리고 "불"을 의미한다. 닥샤는 또한 "칸"이라는 다른 이름도 가지고 있다.
다크샤는 기원전 2천년경의 고대 경전인 리그베다에서 언급되며, 거기서 그는 아디트야('여신 아디티의 아들')로 묘사되고 특히 희생자들의 숙련된 행동과 관련이 있다. 나중에 브라마나 (기원전 900년 ~ 기원전 700년)에서 그는 창조신 프라자파티와 동일시된다. 다크샤의 핵심 요소인 야즈나와 숫양 머리는 후에 푸라나 도상학의 핵심 특징이 되었는데, 이는 타이티리야 삼히타에서 처음 발견된다. 서사시인 라마야나와 마하바라타도 다크샤를 언급한다. 다크샤에 대한 대부분의 이야기는 푸라나 (서기 3세기 ~ 10세기)에서 발견된다.

## 전설

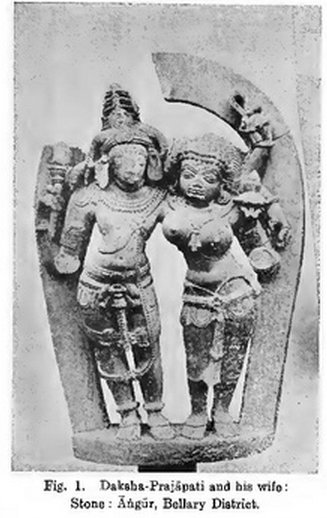
염소 얼굴을 한 다크샤와 그의 아내의 조각상.

### 탄생
서사시 마하바라타는 다크샤와 그의 아내가 창조신 브라흐마의 오른손 엄지손가락과 왼손 엄지손가락에서 각각 나타났다고 묘사한다. 마츠야 푸라나에 따르면, 다크샤, 다르마, 카마데바, 아그니는 각각 브라흐마의 오른손 엄지손가락, 가슴, 심장, 눈썹에서 태어났다. 바가바타 푸라나를 포함한 많은 문헌에 따르면, 다크샤는 두 번 태어난다. 처음에는 브라흐마의 마나사푸트라 (마음으로 창조된 아들)로, 나중에는 프라체타스와 마리샤의 아들로 태어난다. 후기 푸라나 신화와 대조적으로, 리그베다는 닥샤와 여신 아디티가 서로에게서 나타났다고 명시하며, 따라서 그는 그녀의 아들이자 아버지이다.

### 배우자와 자녀
많은 푸라나 경전에 따르면, 다크샤는 첫 번째 생에서는 프라수티와 결혼했고, 두 번째 생에서는 아시크니와 결혼했다. 프라수티는 스바얌부바 마누의 딸로 묘사되며, 다크샤는 그녀와 함께 16명, 24명 또는 60명의 딸을 낳았다 (경전 출처에 따라 다름). 아시크니 (또한 판차자니와 비라니로도 불림)는 비라나 (또는 판차자나)라는 이름의 다른 프라자파티의 딸이다. 다크샤는 브라흐마에 의해 세상을 채우도록 위임받았다. 그는 정신으로 신, 현자, 아수라, 야크샤, 라크샤사를 창조했지만 더 이상 성공하지 못했다. 빈디아에서 성공적인 고행을 마친 후, 신 비슈누는 아시크니를 그의 아내로 허락하고 그에게 성적 결합에 참여하도록 촉구했다.

#### 아들들

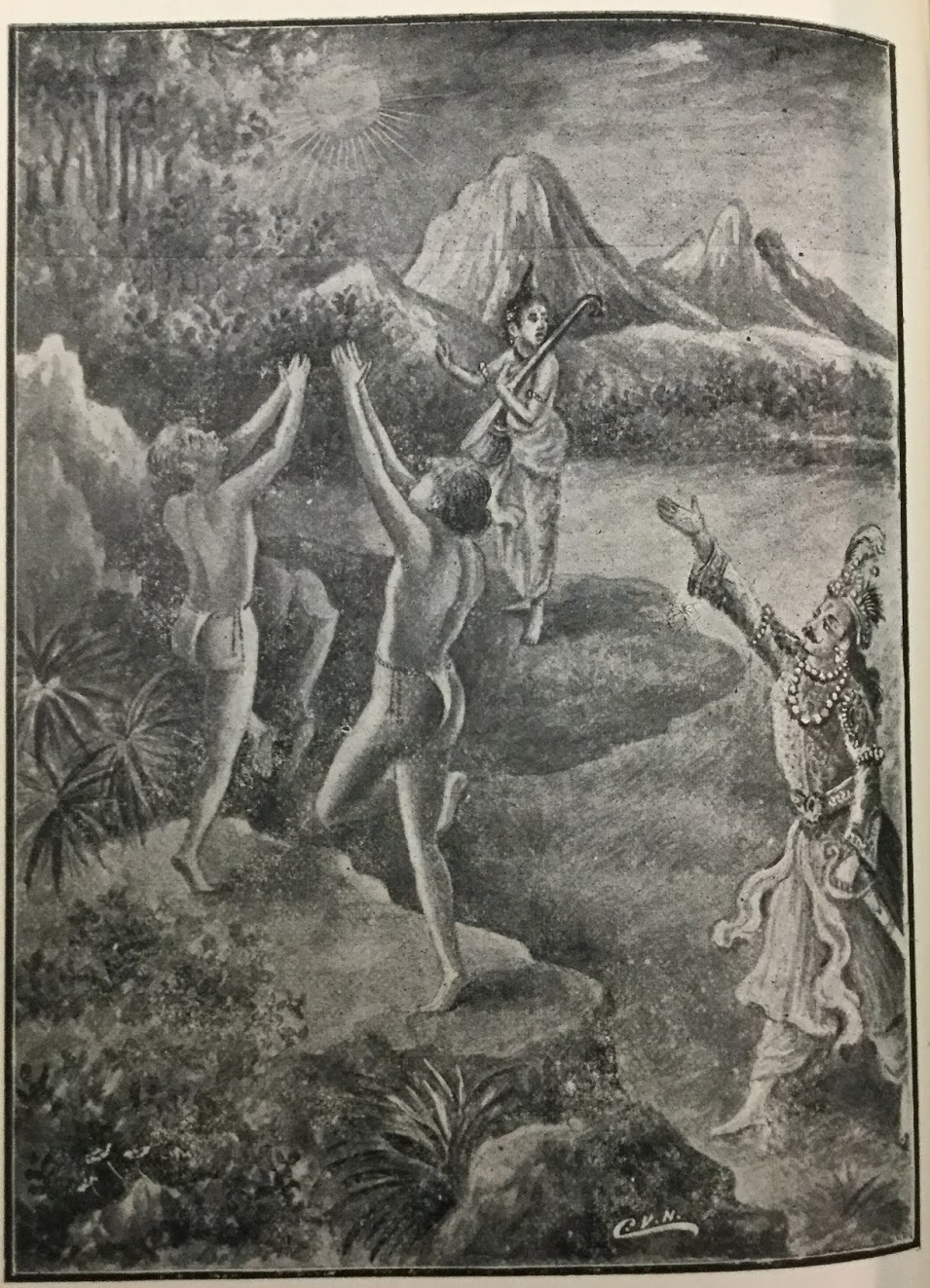
다크샤(오른쪽)가 나라다를 저주하는 20세기 서적의 삽화.

푸라나에 따르면, 다크샤와 아시크니는 처음에 5천 명의 아들을 낳았는데, 이들은 하리아슈바스로 알려져 있었다. 그들은 지구를 개척하는 데 관심이 있었지만, 나라다의 조언에 따라 대신 세속적인 일들을 탐구하게 되었고 결코 돌아오지 않았다. 브라흐마는 이 상실 후에 슬픔에 잠긴 다크샤를 위로했다고 한다. 닥샤와 아시크니는 다시 1천 명의 아들(샤발라슈바스)을 낳았는데, 이들도 비슷한 의도를 가졌지만 나라다에 의해 같은 결과로 설득당했다. 화가 난 다크샤는 나라다에게 영원히 방랑하는 저주를 내렸다.

#### 딸들
푸라나 경전들은 닥샤의 딸들의 수에 대해 서로 다르다. 그들은 다른 신, 현자, 왕들과 결혼하여 다양한 종류의 생명체의 조상이 되었다.
마하바라타 (하리밤사), 데비 바가바타 푸라나, 브라흐마 바이바르타 푸라나 및 비슈누 푸라나에 따르면, 닥샤는 아시크니에게서 60명의 딸을 낳았다.
- 이 딸들 중 10명—마루바티, 바수, 자미, 람바, 바누, 우르자, 산칼프, 마후라트, 사드야, 비슈바—은 다르마의 신인 다르마데바와 결혼했다.
- 13명의 딸—아디티, 디티, 다누, 아리쉬타, 수라사, 수라비, 비나타, 탐라, 크로다바샤, 이라, 카드루, 비슈바, 무니—은 현자 카샤파와 결혼했다.
- 27명의 딸—아슈비니, 바라니, 크리티카, 로히니, 므리가시라, 타라캄 또는 아르드라, 푸나르바수, 푸샤, 아슐레샤, 자나캄 또는 마가, 팔구니, 우타르팔구니, 하스타, 치트라, 스와티, 비샤카, 아누라다, 지예슈타, 물라, 푸르바샤다, 우타라사다, 스로나 또는 슈라바나, 다니쉬타 또는 샤타비샤, 아비지트 또는 프라체타스, 푸르바바드라파다, 우타라바드라파다 및 레바티—은 달과 식물의 신인 찬드라와 결혼했다.
- 4명은 현자 아리쉬타네미와 결혼했다.
- 2명은 현자 바후푸트라와 결혼했다.
- 2명은 현자 앙기라스와 결혼했다.
- 2명은 크리사스바와 결혼했다.

프라수티의 다크샤의 딸들의 수는 다양하다. 비슈누 푸라나에는 24명의 딸이 언급되어 있지만, 링가 푸라나와 파드마 푸라나는 60명의 딸을 열거한다. 프라수티의 모든 딸들은 정신과 육체의 미덕을 상징한다. 비슈누 푸라나에 따르면 이 딸들의 이름과 배우자는 다음과 같다.
- 스라다, 락슈미, 드리티, 투슈티, 푸슈티, 메다, 크리야, 붓디, 랏자, 바푸, 샨티, 싯디, 키르티는 신 다르마데바와 결혼했다.
- 크샤티는 현자 브리구와 결혼했다.
- 삼부티는 현자 마리치와 결혼했다.
- 스므리티는 현자 앙기라스와 결혼했다.
- 프리티는 현자 풀라스티아와 결혼했다.
- 크샤마는 현자 풀라하와 결혼했다.
- 산나티는 현자 크라투와 결혼했다.
- 아나수야는 현자 아트리와 결혼했다.
- 우르자는 현자 바시스타와 결혼했다.
- 스바하는 불의 신 아그니와 결혼했다.
- 스바다는 피트르 계급의 구성원인 카비와 결혼했다.
- 사티는 시바와 결혼했다.

이 딸들 외에 사랑의 여신 라티도 다크샤의 자손으로 여겨진다. 시바 푸라나와 칼리카 푸라나는 그녀가 브라흐마가 사랑의 신 카마에게 아내를 선물해 달라고 요청한 후 다크샤의 땀에서 태어났다고 서술한다.

### 찬드라 저주
푸라나는 다크샤가 달의 차고 기울어짐의 원인이라고 묘사한다. 달의 신 찬드라는 다크샤의 딸 스물일곱 명과 결혼했는데, 이 딸들은 스물일곱 개의 나크샤트라 (또는 별자리)를 나타낸다. 그 중 찬드라는 로히니를 총애하여 대부분의 시간을 그녀와 보냈다. 나머지 26명의 자매들은 질투심을 느끼고 아버지에게 불평했다. 다크샤는 처음에 찬드라를 설득하려 했지만, 그의 노력이 헛수고임을 보고 달의 신이 병에 걸려 광명을 잃을 것이라고 저주했다. 찬드라는 또한 식물의 신이었기 때문에 식물들이 죽기 시작했다. 데바들은 다크샤를 달랬고, 그들의 요청에 따라 다크샤는 찬드라에게 매 격주마다 병으로 고통받고 점차 회복될 것이라고 말했다. 이로 인해 매달 달이 차고 기울어지는 현상이 일어난다. 다른 버전에서는 시바 (사티의 남편)가 찬드라의 병을 부분적으로 치료했다.

### 닥샤 야즈나

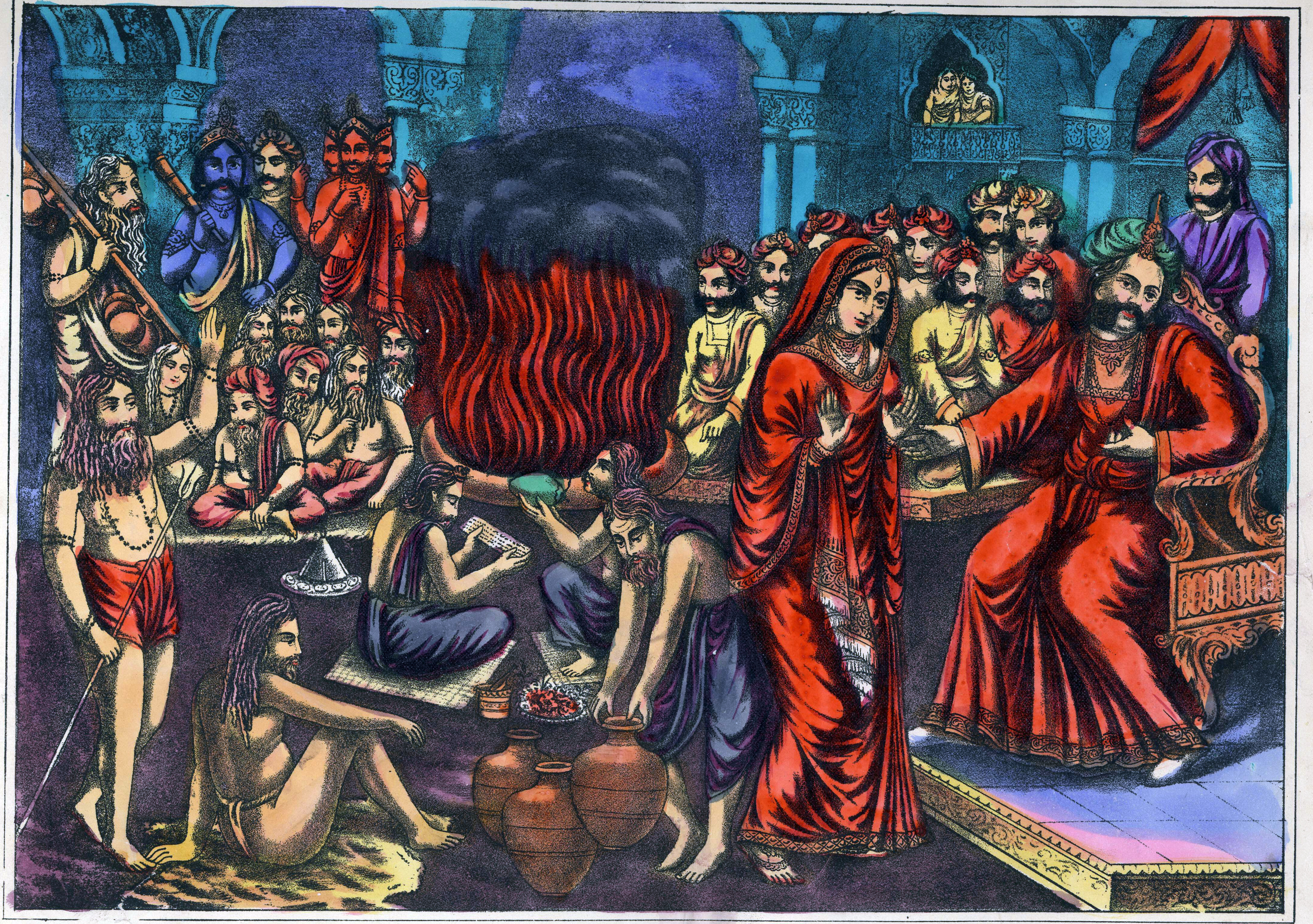
다크샤가 사티와 말다툼 중에 시바를 모욕한다.

다크샤 야즈나는 힌두교의 여러 종파의 생성과 발전에 중요한 전환점으로 여겨진다. 이 이야기는 사티가 파르바티로 시바의 배우자 자리를 대체하게 된 상황과 나중에 가네샤와 카르티케야의 이야기로 이어진 상황을 묘사한다.
닥샤의 딸들 중 막내라고 흔히 말해지는 사티는 항상 시바와 결혼하기를 원했다. 다크샤는 이를 금지했지만, 나중에 마지못해 허락하여 그녀는 시바와 결혼했다.
어느 날 닥샤는 브리하스파티스타바 야즈나를 열고 시바와 사티를 의도적으로 초대하지 않았다. 시바가 남편과 자신이 초대받지 않은 다크샤가 주관하는 의식에 가지 말라고 만류했지만, 사티는 부모와의 유대감 때문에 사회적 예절과 남편의 소망을 무시했다. 사티는 혼자 의식에 참석했다. 그녀는 다크샤에게 냉대받았고 손님들 앞에서 그에게 모욕을 당했다. 더 이상의 모욕을 견디지 못한 사티는 희생 불꽃 속으로 뛰어들어 몸을 불살랐다. 시바는 끔찍한 사건을 알게 되자 분노하여 머리카락 한 가닥을 뽑아 땅에 내리치며 비라바드라와 바드라칼리를 소환했다. 비라바드라와 부타가나들은 남쪽으로 진격하여 모든 건물을 파괴했다. 다크샤는 참수당했고, 의식 장소는 난동 중에 황폐해졌다. 야즈나의 최고사제인 브리구는 가나들과 싸우기 위해 리부스를 소환했지만, 브리구는 기둥에 묶이고 수염이 강제로 뽑혔다. 호레이스 헤이먼 윌슨에 따르면, 바흐니의 손은 잘렸고, 바가의 눈은 뽑혔으며, 푸샤는 이빨이 부러졌고, 야마라자의 곤봉은 부러졌고, 여신들의 코는 잘렸고, 소마는 얻어맞았으며, 스바얌부바 만반타라의 인드라인 야즈네슈와라는 사슴 형태로 도망치려 했지만 참수당했다. 다크샤도 도망치려 했지만 비라바드라가 그를 붙잡고 그의 목을 잘랐다 (일부 전설은 비라바드라가 다크샤의 머리를 직접 뽑았다고 한다). 머리는 불에 던져졌고, 비라바드라는 그의 무리와 함께 카일라사로 돌아갔다.
나중에 시바는 진정되었다. 그는 다크샤를 용서하고 부활시켰지만, 염소 머리를 달아 주었다. 브리구와 다른 사람들은 각자의 신체 부위를 되찾았다. 비슈누가 최고 사제로 있는 가운데, 다크샤는 희생물 중 일부를 시바에게 바쳤고, 희생제는 성공적으로 완료되었다.

## 같이 보기
- 프라자파티
- 아디트야
- 코티요르, 칸칼, 드락샤라마
- 닥샤야그남 (영화)

### 설명주
1. ↑  리그베다는 닥샤를 아디트야 중 한 명(여신 아디티의 아들)으로 언급한다. 푸라나에 따르면 닥샤는 브라흐마에게서 태어났고 나중에 프라체타스와 마리샤의 아들로 환생했다.
2. ↑  브라흐만다 푸라나와 바유 푸라나는 식물, 인간, 유령, 뱀, 사슴, 육식 악마, 새 등을 포함한 더 긴 창조 목록을 제공한다. 바유 푸라나는 또한 정신으로 창조된 종들이 번식에 실패한 후 마하데바가 그를 질책했다고 언급한다.

### 참조주
1. ↑  《Handbook of Hindu Mythology》. Oup USA. 2008년 3월 27일. ISBN 978-0-19-533261-2.
2. ↑  Monier-Williams Sanskrit-English Dictionary
3. ↑  Williams, George M. (2008년 3월 27일). 《Handbook of Hindu Mythology》 (영어). OUP USA. 261쪽. ISBN 978-0-19-533261-2.
4. 1 2  Gandhi, Maneka (1993). 《The Penguin Book of Hindu Names》 (영어). Penguin Books India. ISBN 978-0-14-012841-3.
5. ↑  Monier-Williams, Sir Monier; Leumann, Ernst; Cappeller, Carl (1899). 《A Sanskrit-English Dictionary: Etymologically and Philologically Arranged with Special Reference to Cognate Indo-European Languages》 (영어). Motilal Banarsidass Publishing House. ISBN 978-81-208-3105-6.
6. ↑  Prabhupada, His Divine Grace A. C. Bhaktivedanta Swami (1975년 12월 31일). 《Srimad-Bhagavatam, Sixth Canto: Prescribed Duties for Mankind》 (영어). The Bhaktivedanta Book Trust. ISBN 978-91-7149-639-3.
7. 1 2 3 4 5 6 7 8 9 10  Mani, Vettam (1975). 〈Daksha〉. 《Puranic Encyclopedia: a comprehensive dictionary with special reference to the epic and Puranic literature》. Delhi, India: Motilal Banarsidass, Delhi. 193–194쪽.
8. 1 2  Stephanie Jamison (2015). 《The Rigveda –– Earliest Religious Poetry of India》. Oxford University Press. 44쪽. ISBN 978-0190633394.
9. 1 2  Dowson, John (1870). 《A Classical Dictionary of Hindu Mythology and Religion, Geography, History, and Literature》.
10. 1 2 3  Coulter, Charles Russell; Turner, Patricia (2013년 7월 4일). 《Encyclopedia of Ancient Deities》 (영어). Routledge. ISBN 978-1-135-96390-3.
11. 1 2  Klostermaier, Klaus K. (2014년 10월 1일). 《Hinduism: A Short History》 (영어). Simon and Schuster. ISBN 978-1-78074-680-7.
12. ↑  Coulter, Charles Russell; Turner, Patricia (2013년 7월 4일). 《Encyclopedia of Ancient Deities》 (영어). Routledge. ISBN 978-1-135-96390-3.
13. ↑  Prabhupada, His Divine Grace A. C. Bhaktivedanta Swami (1974년 12월 31일). 《Srimad-Bhagavatam, Fourth Canto: The Creation of the Fourth Order》 (영어). The Bhaktivedanta Book Trust. ISBN 978-91-7149-637-9.
14. ↑  《Purāṇam》 (영어). All-India Kasiraja Trust. 2001.
15. ↑  Vishnu Purana, Vol-I, H.H. Willson. Book-I,Ch-#7, Page 109
16. ↑  Wilkins, W.J. (2003). 《Hindu Mythology》. New Delhi: D.K. Printworld (P) Limited. 373쪽. ISBN 81-246-0234-4.
17. ↑  the Horse-sacrifice of the Prajapati Daksha 마하바라타 키사리 모한 강굴리 번역 (1883–1896), 12권: 샨티 파르바: 모크샤다르마 파르바: 284절. p. 317. “나는 비라바드라라는 이름으로 알려져 있으며 루드라의 분노에서 태어났다. 내 동반자인 이 여인, 바드라칼리라고 불리는 이 여인은 여신의 분노에서 태어났다.”
18. ↑  “The Hindu : Kerala / Kannur News : Huge crowd at Kottiyur temple”. 《www.hindu.com》. 2007년 10월 1일에 원본 문서에서 보존된 문서. 2022년 1월 17일에 확인함.
19. ↑  Sen, Ramendra Kumar (1966). 《Aesthetic Enjoyment; Its Background in Philosophy and Medicine》 (영어). University of Calcutta.
20. 1 2  Chawla, Janet (2006). 《Birth and Birthgivers: The Power Behind the Shame》 (영어). Har-Anand Publications. ISBN 978-81-241-0938-0.
21. ↑  Mani, Vettam (1975). 《Purāṇic Encyclopaedia: A Comprehensive Dictionary with Special Reference to the Epic and Purāṇic Literature》 (영어). Motilal Banarsidass. 645쪽. ISBN 978-0-8426-0822-0.
22. ↑  Roshen Dalal (2010). 《Hinduism: An Alphabetical Guide》. Penguin Books India. 393–394쪽. ISBN 978-0-14-341421-6.
23. ↑  Chopra, Omesh K. (2020년 3월 2일). 《History of Ancient India Revisited, A Vedic-Puranic View.》 (영어). BlueRose Publishers. 199쪽.
24. ↑  Chopra, Omesh K. (2020년 3월 2일). 《History of Ancient India Revisited, A Vedic-Puranic View.》 (영어). BlueRose Publishers. 200쪽.
25. ↑  O'Flaherty, Wendy Doniger; Doniger, Wendy (November 1995). 《Other Peoples' Myths: The Cave of Echoes》 (영어). University of Chicago Press. 99쪽. ISBN 978-0-226-61857-9.